# Gerlinde Kaltenbrunner

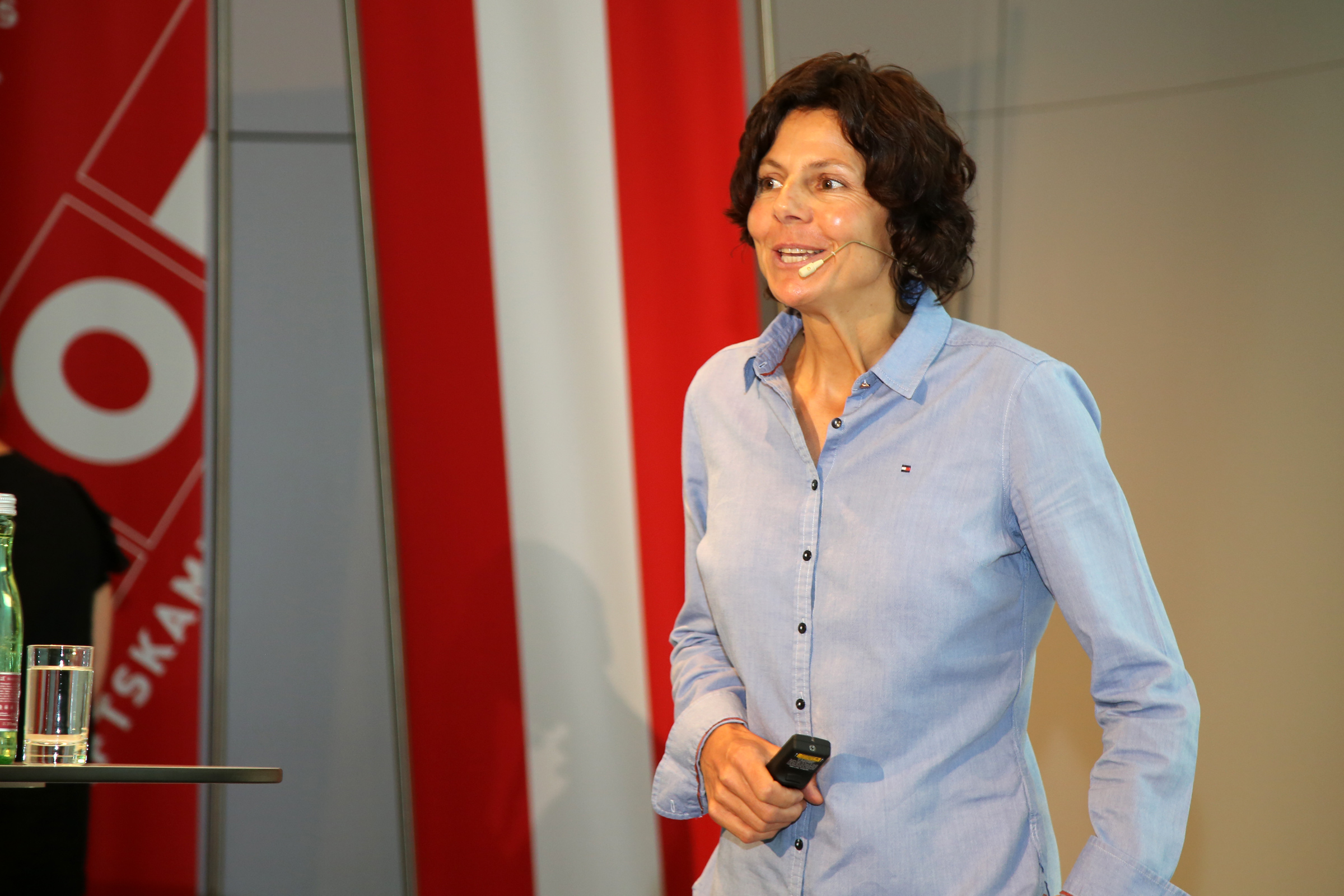
Gerlinde Kaltenbrunner (2015)

Gerlinde Kaltenbrunner (* 13. Dezember 1970 in Kirchdorf an der Krems, Oberösterreich) ist eine österreichische Bergsteigerin und eine der erfolgreichsten Höhenbergsteigerinnen der Welt. Mit dem Erreichen des Gipfels des K2 am 23. August 2011 ist sie die zweite oder dritte Frau, die alle vierzehn Achttausender bestiegen hat, und die erste, der das ohne zusätzlich mitgeführten Sauerstoff gelang.

## Leben

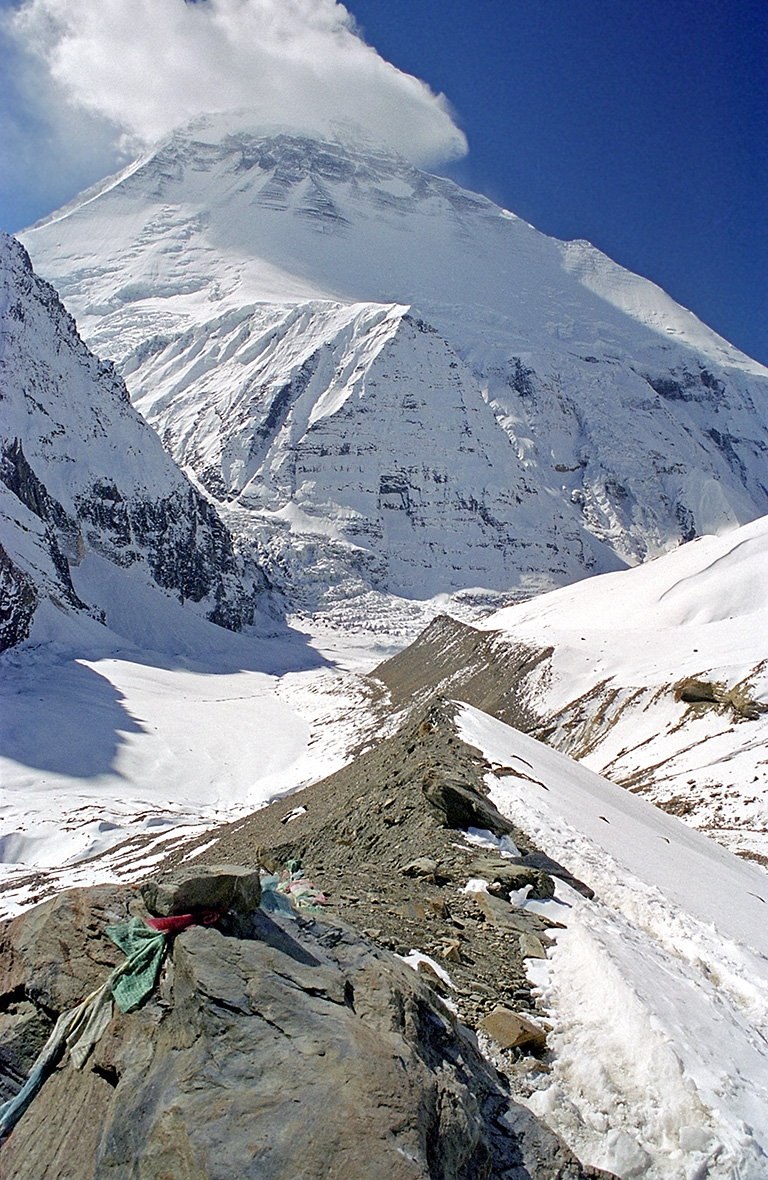
Dhaulagiri

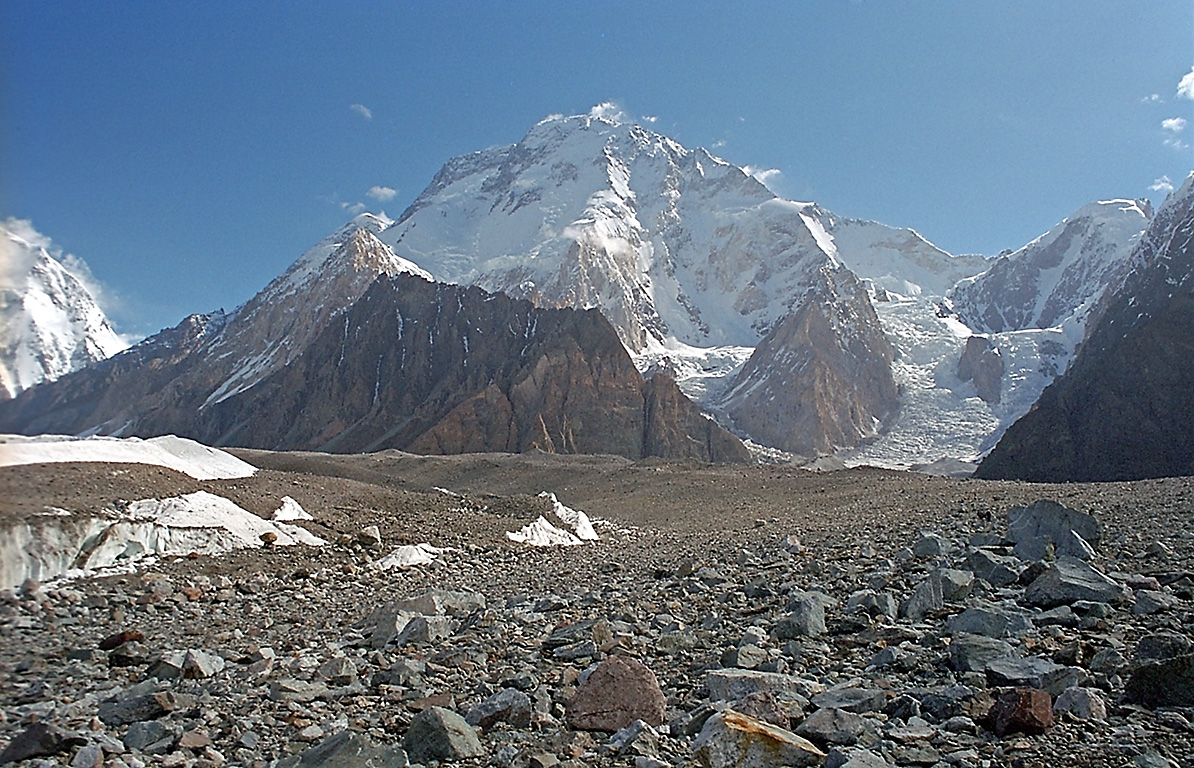
Broad Peak vom Concordiaplatz aus gesehen

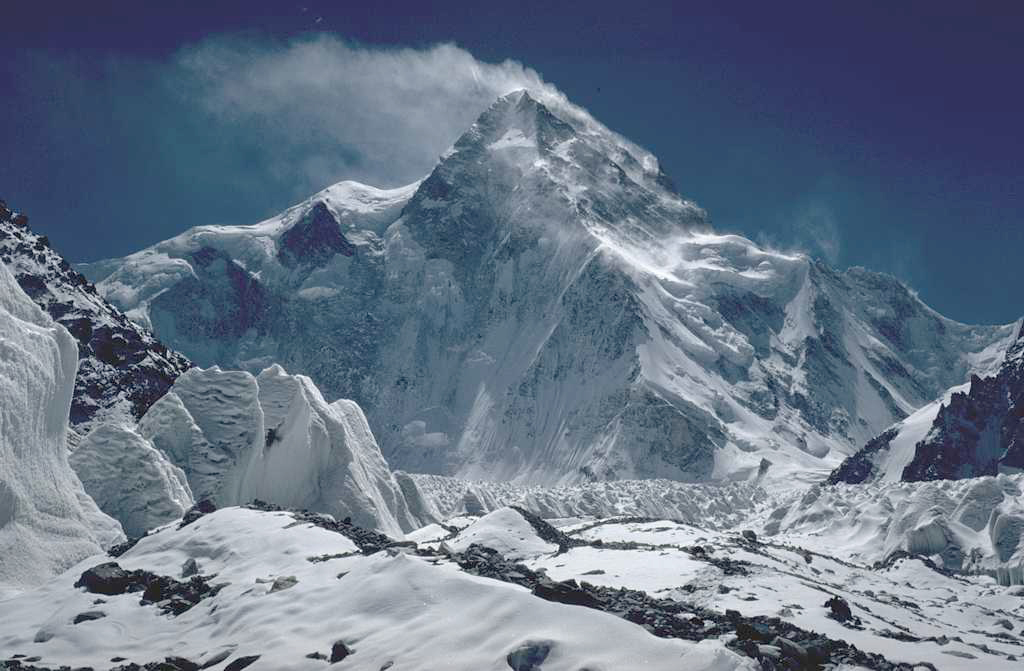
K2 mit der Nordseite als Aufstiegsroute

### Alpinismus
Im Alter von dreizehn Jahren begann sie mit dem Felsklettern. 1994 erreichte sie den 8028 m hohen Vorgipfel des Broad Peak und damit im Alter von 23 Jahren erstmals einen Gipfel über 8000 Meter Höhe. 1998 stand sie auf dem Gipfel des Cho Oyu (8188 m), 2000 am Zentralgipfel des Shishapangma (8027 m), 2001 am Makalu (8463 m) und 2002 am Manaslu (8163 m). Die Besteigung des Kangchendzönga musste sie 2003 wegen starker Stürme abbrechen, erklomm aber noch im selben Jahr den Nanga Parbat (8125 m) und im darauf folgenden Jahr die Annapurna (8091 m) und den Gasherbrum I (8080 m).
Im Jahr 2005, nachdem Gerlinde Kaltenbrunner im Frühjahr als Erste den Shishapangma über eine Süd-Nord-Überschreitung (Aufstieg von Süden, Abstieg über den „Normalweg“ auf die Nordseite) bestiegen hatte, brach sie ihren ersten Aufstieg zum Mount Everest wegen einer Erkrankung ihres Kletterpartners ab, stand aber wenig später am Gipfel des Gasherbrum II (8034 m).
Im zweiten Versuch (nach 2003) erreichte Gerlinde Kaltenbrunner am 14. Mai 2006 den Gipfel des Kangchendzönga (8586 m). Die Besteigung des Lhotse nur wenige Tage später musste sie abbrechen, ebenso wie zwei Ansätze zum Dhaulagiri im Mai 2007. Beim ersten Versuch entging sie nur knapp einer Katastrophe, als sie von einem Schneebrett erfasst und unter der Lawine begraben wurde. Es gelang ihr und einem Kameraden, sich jeweils aus eigener Kraft aus den Schneemassen zu befreien, während die an gleicher Stelle biwakierten spanischen Bergsteiger Santiago Sagaste und Ricardo Valencia ums Leben kamen. Am 12. Juli 2007 stand sie auf dem Hauptgipfel des Broad Peak (8051 m) und damit auf ihrem zehnten Achttausender. Kurz darauf versuchte sie erstmals zum K2 aufzusteigen, der als schwierigster aller Achttausender gilt. Der Aufstieg scheiterte aber an den schlechten Wetterbedingungen.
Am 1. Mai 2008 erreichte sie den Gipfel des Dhaulagiri (8167 m). Nach einem weiteren Versuch am Lhotse wenig später, den Kaltenbrunner und Ralf Dujmovits wegen der Gefahr von Erfrierungen abbrachen, erreichte sie im Mai 2009 dessen Gipfel (8516 m). Zwei weitere Aufstiege zum K2 im August scheiterten.
Am 24. Mai 2010 bestieg sie mit dem Mount Everest (8848 m) den höchsten Berg der Welt. Das letzte Stück zum Gipfel bewältigte sie allein, Dujmovits musste wegen einer Erkältung vorzeitig absteigen. Eine weitere Besteigung des K2 begann sie am 6. August 2010. Als einer ihrer drei Kameraden, Fredrik Ericsson, neben ihr abstürzte und dabei ums Leben kam, kehrte sie um. Im Oktober 2010 bestieg sie die Carstensz-Pyramide (4.884 m), den höchsten Berg Ozeaniens.
Am 15. Juni 2011 brachen Kaltenbrunner und Dujmovits nach Bischkek (Kirgisistan) auf, um im Rahmen der International K2 North Pillar Expedition 2011 die Besteigung des K2 über die Nordseite zu versuchen. Am 23. August 2011 erreichte sie im Rahmen dieser Expedition um 18:18 Uhr Ortszeit den Gipfel des K2 im siebten Versuch. Nach ihr schafften die weiteren Expeditionsmitglieder Dariusz Załuski, Maksut Schumajew und Wassili Piwzow es auf den Gipfel. Damit hatte Kaltenbrunner als erste Frau alle Achttausender ohne zusätzlichen Sauerstoff bestiegen.

### Bilanz
Gerlinde Kaltenbrunner gehört zu den erfolgreichsten Höhenbergsteigerinnen der Welt und war jahrelang neben der Spanierin Edurne Pasaban und der Italienerin Nives Meroi auf dem Weg, die erste Frau zu werden, die alle Achttausender bestiegen hat. Später reihte sich noch Oh Eun-Sun aus Südkorea mit ein. Kaltenbrunner selbst sieht das Extrembergsteigen allerdings nicht als Wettbewerb: „Wenn es mir nur um den Rekord ginge, hätte ich überall die leichteste Route genommen […] Ich lege keinen Wert darauf, die Erste zu sein“.
Oh Eun-Sun und Pasaban bestiegen im April/Mai 2010 noch vor Kaltenbrunner jeweils ihren vierzehnten Achttausender, wobei Eun-Suns Besteigung des Kangchendzönga nicht allgemein anerkannt wird. Sie benutzten dabei allerdings – anders als Kaltenbrunner und Meroi – zusätzlich in Flaschen mitgeführten Sauerstoff.
Siehe auch: Besteigung aller Achttausender#2006 bis 2010 – Die ersten Frauen
Reinhold Messner würdigte Kaltenbrunners Touren unter Verzicht auf zusätzlichen Sauerstoff als große Leistungen. Zugleich wertete er ihre Verdienste ab, indem er einen Großteil ihrer Achttausender-Unternehmungen als „Pistenbergsteigerei“ bezeichnete, da sie auf bereits vorhandene Infrastrukturen und Spuren zurückgegriffen habe.
Im Februar 2023 stufte Guinness World Records auf Basis von später wieder zurückgenommenen Bewertungen durch Eberhard Jurgalski ihren Weltrekord, „Erste Frau, die alle 8000-m-Berge ohne mitgeführten Sauerstoff bestieg“ vorübergehend als „veraltet“ ein. Unter Bergsteigern gilt jedoch The Himalayan Database als relevante Instanz. In dieser sind die Besteigungen Kaltenbrunners angeführt.

### Privates
Kaltenbrunner ist ausgebildete Krankenschwester. Sie heiratete 2007 den Extrembergsteiger Ralf Dujmovits, den sie 2004 kennengelernt hatte. Im Jahr 2015 wurde ihre Trennung bekannt und die Ehe geschieden.
Kaltenbrunner ernährt sich vegan. In einem Interview sagte sie, sie hätte sich bereits vegan ernährt, als sie den K2 bestieg. Sie habe gemerkt, dass sie sich durch die vegane Ernährung sowohl körperlich, als auch geistig fitter fühle. Außerdem fühle sie sich wohler und die Regenerationszeiten hätten sich verkürzt.
Gerlinde Kaltenbrunner engagiert sich für den Verein Nepalhilfe Beilngries e. V.

## Expeditionen

### Besteigungsversuche und Besteigungen der Achttausender
| Nr. | Datum          | Berg                       | Höhe (m) | Route                         | Anmerkung |
| --- | -------------- | -------------------------- | -------- | ----------------------------- | --- |
|     | Juni/Juli 1994 | Broad Peak Vorgipfel       | 8028     |                               | [ 24 ] |
| 1   | 6. Mai 1998    | Cho Oyu                    | 8188     |                               | [ 24 ] |
|     | 7. Mai 2000    | Shishapangma Zentralgipfel | 8008     |                               | [ 24 ] |
| 2   | 4. Mai 2001    | Makalu                     | 8485     |                               | [ 24 ] |
| 3   | 10. Mai 2002   | Manaslu                    | 8163     |                               | [ 24 ] |
|     | Mai 2003       | Kangchendzönga             |          | Nordflanke                    | Abbruch auf 7200 m wegen starker Stürme |
| 4   | 20. Juni 2003  | Nanga Parbat               | 8125     | Diamirflanke, Kinshofer-Route | [ 24 ] |
| 5   | 28. Mai 2004   | Annapurna                  | 8091     | Franzosen-Route               | [ 24 ] |
| 6   | 25. Juli 2004  | Gasherbrum I               | 8080     | Japanercouloir                | [ 24 ] |
| 7   | 7. Mai 2005    | Shishapangma               | 8027     | Südwand                       | Erste Süd-Nord-Überschreitung |
|     | Mai/Juni 2005  | Mount Everest              |          | Versuch des Hornbein Couloir  | Abbruch auf 7650 m wegen eines Hirnödems von Partner Hirotaka Takeuchi |
| 8   | 21. Juli 2005  | Gasherbrum II              | 8034     | Südwest-Sporn                 | [ 24 ] |
| 9   | 14. Mai 2006   | Kangchendzönga             | 8586     | Südflanke                     | |
|     | 26. Mai 2006   | Lhotse                     |          |                               | Umkehr auf 8400 m |
|     | Mai 2007       | Dhaulagiri                 |          |                               | 1. Abbruch wegen Höhenkrankheit von Partnerin Lucie Oršulová 2. Abbruch wegen Lawinen-Verschüttung |
| 10  | 12. Juli 2007  | Broad Peak                 | 8051     |                               | |
|     | Juli 2007      | K2                         |          | Cesen-Route                   | Zwei Besteigungsversuche wegen ungünstiger Wetterbedingungen gescheitert |
| 11  | 1. Mai 2008    | Dhaulagiri                 | 8167     |                               | |
|     | 28. Mai 2008   | Lhotse                     |          |                               | Besteigung auf ca. 8150 m abgebrochen, Gefahr von Erfrierungen und Erkrankung von Partner Ralf Dujmovits |
| 12  | 20. Mai 2009   | Lhotse                     | 8516     |                               | |
|     | 4. Aug. 2009   | K2                         |          | Cesen-Route                   | 1. Besteigungsversuch auf Höhe des Flaschenhalses (>8000 m) abgebrochen 2. Besteigungsversuch am 4. August wegen Schwimmschnees abgebrochen (ca. 8200 m)                                                                                         |
| 13  | 24. Mai 2010   | Mount Everest              | 8848     | Odell-Route                   | |
|     | 27. Juli 2010  | K2                         |          | Cesen-Route                   | 1. Besteigungsversuch auf 7300 m Höhe (Lager IV) aufgrund von Triebschnee und starkem Wind aufgegeben 2. Besteigungsversuch am 6. August nach Absturz ihres Begleiters Fredrik Ericsson kurz unterhalb des Gipfels (auf 8300 m Höhe) abgebrochen |
| 14  | 23. Aug. 2011  | K2                         | 8611     | Nordseite                     | Besteigung großteils über den Nordwestgrat |

### Weitere Expeditionen
| Datum        | Berg        | Höhe (m) | Gebirge     | Route         | Anmerkung |
| ------------ | ----------- | -------- | ----------- | ------------- | --- |
| Mai 1994     | Muztagh Ata | 7509     | Pamir       |               | Abbruch auf 6600 Meter |
| Okt. 1997    | Ama Dablam  | 6856     | Himalaya    | Süd-Westgrat  | |
| Juni 1999    | Alpamayo    | 5947     | Anden       | Ferrari-Route | |
| Apr. 2004    | Xifeng Peak | 7221     |             |               | |
| 17. Mai 2012 | Nuptse      | 7861     | Himalaya    | Scott-Route   | Aufstieg über Nordpfeiler, 6. Besteigung des Hauptgipfels; Versuch einer Erstbegehung des Ostgrats wegen Steinschlaggefahr nicht durchgeführt.                                                          |
| 12. Mai 2013 | Denali      | 6197     | Alaskakette | Normalweg     | Zur Akklimatisation. Anschließend Versuch Cassin-Ridge nicht durchgeführt wegen schlechten Eis- und Wetterbedingungen, stattdessen West-Rib-Route bis zum Football-Field, keine Besteigung des Gipfels. |

## Publikationen
- Ganz bei mir – Leidenschaft Achttausender. Malik, München 2009, ISBN 978-3-89029-332-5 (zusammen mit Karin Steinbach Tarnutzer)
  - Ganz bei mir – Leidenschaft Achttausender. Malik, München 2015, ISBN 978-3-492-40541-6 (zusammen mit Karin Steinbach Tarnutzer), Neuauflage mit Kapitel zum K2-Erfolg.
- 2 × 14 Achttausender. Bruckmann, München 2012, ISBN 978-3-7654-6093-7 (mit Ralf Dujmovits)

## Filme
- Bergpassion – Eine Frau ganz oben. 2006, Regie: Victor Grandits. Dokumentarfilm über Gerlinde Kaltenbrunner.
- Gipfelsturm der Frauen. 2009, Regie: Franz Fuchs. Dokumentarfilm über den ersten Versuch am K2 im Jahr 2009.
- Gerlinde Kaltenbrunner – Wettlauf über den Wolken. 2010, Regie: Victor Grandits. ARD/BR.
- Gerlinde Kaltenbrunner und der Wettlauf in eisigen Höhen In: Bergauf-Bergab Bergsteigermagazin, BR, 21. Oktober 2010 (br-online.de: Gerlinde Kaltenbrunner Wettlauf über den Wolken (Memento vom 5. August 2011 im Internet Archive))

## Museum
- In Spital am Pyhrn wurde im Stiftsgebäude 2015 die Dauerausstellung „Zwischen Himmel und Erde – Gerlinde Kaltenbrunner und die Welt der 8000er“ eröffnet. Multimedial erlebbar wird Bergsteigen in extremen Höhen thematisiert – von den Anfängen des Bergsteigens bis zur Bezwingung aller 8000er-Gipfel, wobei besonderes Augenmerk auf zahlreiche Ausrüstungsteile von Kaltenbrunner gelegt wurde.

## Auszeichnungen
- 2010: King Albert Mountain Award[29]
- 2010: „Berggeist des Jahres“, Alpenklub Berggeist (AKB), München (zusammen mit Dujmovits)[30]
- 2011: Goldenes Ehrenzeichen für Verdienste um die Republik Österreich[31]
- 2011: Ehrenbürgerschaft Spital am Pyhrn
- 2012: Explorer of the Year von der National Geographic Society[32]